# Equipe panamenha na Copa Davis
A equipe panamenha na Copa Davis representa o Panamá na Copa Davis, principal competição de tênis masculina por equipes do mundo. É administrada pela Federación Panamena de Tenis.